# 베데스다못

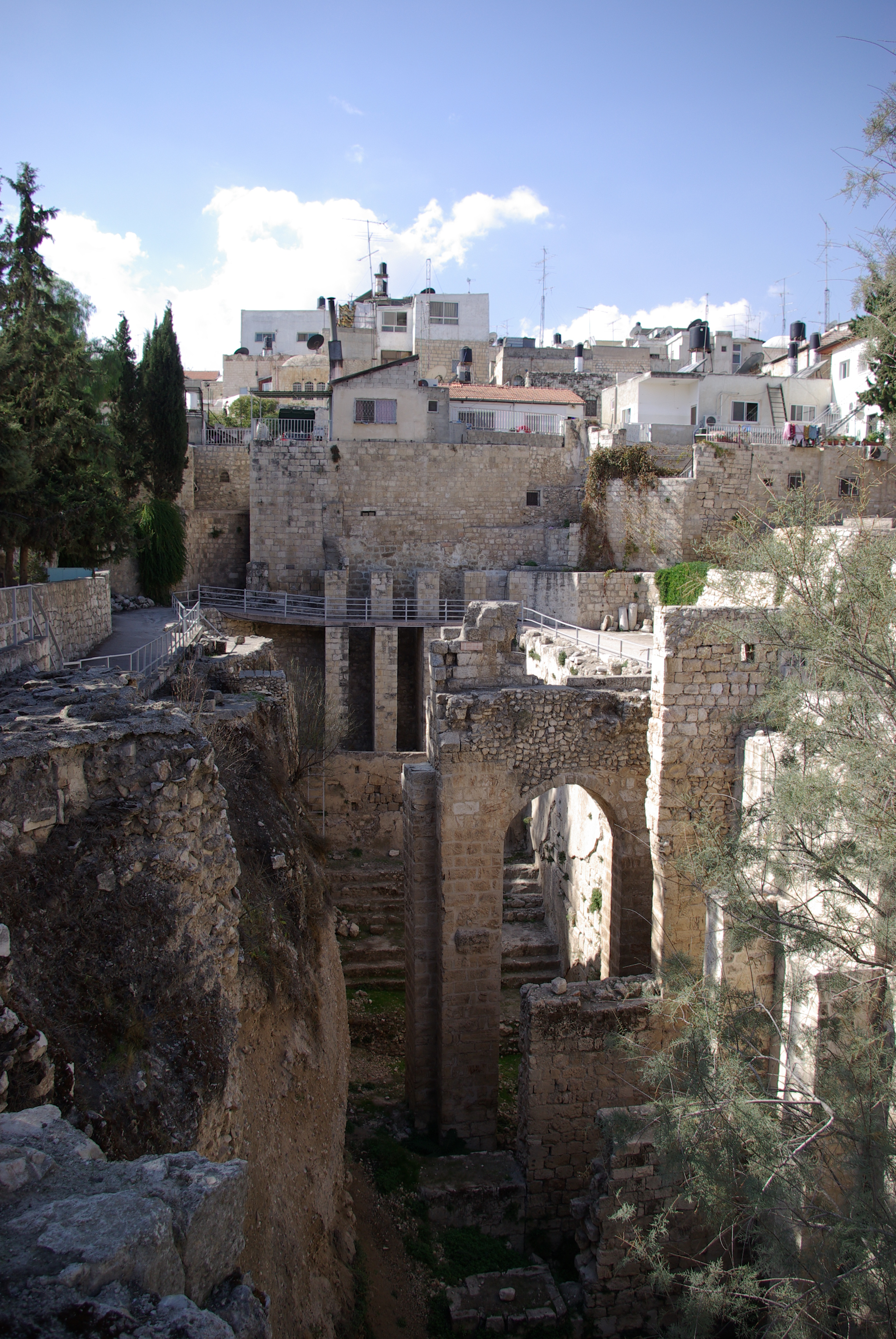
베데스다못

베데스다못(Pool of Bethesda)은 신약성경에서 나오는 예루살렘에 위치한 못이다. 신약성경 요한복음에 따르면 베데스다는 양의 문 곁에 위치하며, 그 둘레에는 다섯 행각이 있는데, 거기에서 수많은 병자들이 물의 움직임을 기다린다. 이는 천사가 가끔 못에 내려와 물을 움직이게 하는데 움직인 후에 먼저 입수한 자는 어떤 병에 걸렸든지 낫게 되었기 때문이라고 한다. 여기서 예수 그리스도는 38년 된 병자를 고쳤다고 전해진다.